# Karllangia pulchra
Karllangia pulchra is een eenoogkreeftjessoort uit de familie van de Parastenheliidae. De wetenschappelijke naam van de soort is voor het eerst geldig gepubliceerd in 1994 door Mielke.